# Sondra
Sondra  (лат.) — род аранеоморфных пауков из подсемейства Amycinae в семействе пауков-скакунов (Salticidae). Все виды этого рода распространены в Австралии.

## Виды
- Sondra aurea (L. Koch, 1880) — Новый Южный Уэльс
- Sondra bickeli Zabka, 2002 — Новый Южный Уэльс
- Sondra bifurcata Wanless, 1988 — Квинсленд
- Sondra brindlei Zabka, 2002 — Новый Южный Уэльс
- Sondra bulburin Wanless, 1988 — Квинсленд
- Sondra convoluta Wanless, 1988 — Квинсленд
- Sondra damocles Wanless, 1988 — Квинсленд
- Sondra excepta Wanless, 1988 — Квинсленд
- Sondra finlayensis Wanless, 1988 — Квинсленд
- Sondra littoralis Wanless, 1988 — Квинсленд
- Sondra nepenthicola Wanless, 1988 — Квинсленд, Новый Южный Уэльс typus
- Sondra raveni Wanless, 1988 — Квинсленд
- Sondra samambrayi Zabka, 2002 — Новый Южный Уэльс
- Sondra tristicula (Simon, 1909) — Западная Австралия
- Sondra variabilis Wanless, 1988 — Квинсленд